# Ferritslev
Ferritslev är en tätort i Fåborg-Midtfyns kommun i Region Syddanmark i Danmark. Tätorten har 1 038 invånare (2024). Den ligger på Fyn, cirka 10,5 kilometer nordost om Ringe.